# 마이니치 방송
마이니치 방송(일본어: 每日放送, まいにちほうそう, 영어: Mainichi Broadcasting System, Inc., MBS)은 간사이 광역권 1번째 민영 라디오 방송사이자 4번째 텔레비전 방송국이다. 라디오 방송에 대해서는 MBS 라디오를 TV 방송에 대해서는 MBS 텔레비전을 각각 참조.

## 개요
- 마이니치 신문과 협력관계를 맺고 있으며 간사이를 방송대상 지역으로 하는 방송국이다.
- 오사카에 있는 방송국 중 마이니치방송과 요미우리 TV 방송, 간사이 TV 방송은 각자의 네트워크 중심방송국인 TBS, 니혼TV, 후지 TV의 대주주다.[1] 덧붙이자면 마이니치 방송은 도쿄 방송, RKB 마이니치 방송, TV 도쿄, FM802의 대주주이다.
- 또한 오사카의 방송국 중 마이니치방송과 아사히 방송, 간사이TV는 각자의 키국인 TBS, TV아사히, 후지TV보다 개국이 빠른데 이는 오사카 지역의 준 중심방송국 3사와 도쿄의 네트워크 중심방송국 3사가 따로 설립되었기 때문이었다.
- OBS경인TV와는 2007년 OBS 개국 당시부터 제휴관계에 있으며, 개국 특집방송 당시 OBS와 이원생중계 방송을 한 적이 있다.
- 원래 JOAR이라는 호출부호를 쓰려 했으나 주부닛폰 방송에서 먼저 쓰는 바람에 오사카라는 뜻의 O를 넣은 JOOR로 쓰이게 되었다.

## 연혁

MBS 구 로고

- 1950년 12월 27일 - 「 신일본방송 주식회사」설립.
- 1951년 8월 15일 - 라디오 방송국 서비스 방송 개시
- 1951년 9월 1일 - 라디오 본방송 개시(JOOR). 주부닛폰 방송보다 반나절 늦게 본방송 개시. 민영 중파라디오 방송국으로서는 일본에서 2번째로 개국.
- 1951년 9월 3일 - 현재도 계속 방송되고 있는 일본 민방 라디오 최장수 프로그램 「노래가 없는 가요곡」방송개시.
- 1956년 12월 1일 - 아사히 방송, 아사히 신문, 마이니치 신문과 합작해 오사카 TV 방송(현재의 ABC-TV)을 개국시킨다.
- 1958년 6월 1일 - 회사명을 「주식회사 마이니치 방송」으로 개칭.
- 1959년 3월 1일 - 지상파 아날로그 텔레비전 본방송 개시(JOOR-TV).후지 TV, 규슈 아사히 방송과 같은날 개국. 일본교육TV(NET, 현재의 TV 아사히)·후지TV와 네트워크 관계를 맺는다(다음 해 NET 완전가맹국이 된다).
- 1959년 3월 7일 - 철완 아톰 실사판 첫 방송 개시.(1960년 5월 28일까지)
- 1959년 10월 - 라디오 출력을 20kW로 증력.
- 1960년 - 오사카부 스이타시에「센리오카 스튜디오」완성. 프로그램 제작 기능을 이전.
- 1964년(쇼와 39년) - TBS라디오(당시 ·도쿄방송), RKB 마이니치 방송과 잠정적인 라디오 네트워크를 결성.이 네트워크 관계는 다음 해 JRN(Japan Radio Network) 발족으로 연결된다.
- 1965년 5월 2일 - TBS라디오를 중심국으로 한 라디오 네트워크 JRN에 가맹.
- 1965년 5월 3일 - 닛폰방송과 분카방송을 중심국으로 한 라디오 네트워크NRN(National Radio Network)에 가맹.
- 1967년 4월 1일 - 오사카에서 4번째로 컬러 텔레비전 방송개시
- 1967년 10월 2일 - 심야 라디오 프로그램 「노래해라! MBS 영 타운」(현재의 MBS 영 타운) 방송개시.
- 1969년 10월 1일 - 도쿄 12채널(현재의 TV 도쿄)과 네트워크 관계를 맺으면서 크로스넷 방송국이 된다. (~1975년 3월 30일까지)
- 1971년 11월 - 라디오 출력을 50kW로 증력.
- 1974년 4월 1일 - 뉴스 네트워크 ANN에 가맹.
- 1974년 11월 18일 - NET에게 「1975년 3월 30일로서 마이니치 방송과의 네트워크 관계를 단절하고 다음날부터 아사히 방송과 네트워크 관계를 맺는다.」는 통고를 받는다.
- 1975년 3월 31일 - ANN에 편입한 아사히 방송을 대신해 텔레비전 네트워크 중심방송국을 NET에서 도쿄 방송으로 변경한다.
- 1976년 1월 5일 - 긴키지역 방송국 중 최초로 지역 와이드 뉴스 프로그램 『MBS 나우』방송개시.
- 1977년 5월 15일 - 라디오 주파수를 1210KHz에서 1180KHz로 변경.
- 1978년 11월 23일 - 국제 전기통신 연합(ITU)의 결정에 의해 이날 오전 5시부터 라디오 주파수를 1180KHz에서 1179KHz로 변경.
- 1980년 4월 - 긴키 광역권에서의 첫 로컬・다큐멘터리 프로그램 『영상 80』방송개시(2007년 기준으로, 프로그램 타이틀은 『영상 '07』이다).
- 1984년 1월 25일 - 마이니치 방송의 아나운서가 전원출연했던 버라이어티 프로그램 「애드리브랜드」방송개시.
- 1985년 10월 6일 - 장수 프로그램「업다운 퀴즈」방송종료.
- 1990년 7월 - 사명 로고타입 변경. 단, MBS의 로고는 종래대로 하여 새로운 디자인에 맞춘 사기(삼색기), 사장(배지) 제정.
- 1990년 9월 1일 - 라디오 개국 40주년을 기념해 오사카 시 기타 구 쟈야마치에 15층 건물의 신사옥・방송센터 완성. 기타 구 도지마(마이니치 신문 오사카 본사 빌딩)에 있던 본사 기능과 스이타시 센리오카 방송센터의 기능 일부를 이전・통합. 9월 1일부터 텔레비전은 2일간, 라디오는 5일간에 걸쳐서 개국 40주년・신사옥 방송개시 기념 특별 프로그램을 제작・방송.
- 1992년 3월 15일 - 오전 9시, 라디오 AM스테레오 방송 개시(TBS라디오, 분카방송, 닛폰방송, 아사히 방송과 동시 시작).
- 1995년 1월 17일 - 한신·아와지 대지진발생.텔레비전·라디오 모두, 안부 정보나 생활 정보를 1월 28일까지 매일 방송.
- 2000년 9월 29일 - 『MBS 나우』방송종료. 같은 해 10월 2일부터 『VOICE』로 리뉴얼 신설.
- 2001년 3월 31일 - 유니버설 스튜디오 재팬 내에 MBS 스튜디오 in USJ 완성.
- 2003년 12월 1일 - 오전 11시 지상 디지털 텔레비전 방송 개시(JOOR-DTV).
- 2007년 8월 25일~9월 2일 - 제11회 세계육상선수권대회 오사카 대회를 JNN・JRN 계열이 독점 중계. 제작협력으로서 참가했다.
- 2010년 3월 1일 - 이 날 방송을 끝으로 라디오 AM 스테레오 방송을 종료
- 2011년 7월 24일 - 지상파 아날로그 텔레비전 방송 종료
- 2011년 9월 1일 - 개국 60 주년을 맞이해 새로운 CI 도입.
- 2016년 3월 19일 - 이코마 FM 보완방송국 방송개시.
- 2018년 7월 29일 - 새벽 3시 30분부터 아침 6시 10 분까지 태풍의 영향으로 중파방송 송신소에 낙뢰가 내리쳐 약 2시간 반 동안 중파 송신소를 통한 라디오 방송이 중단되었으나 FM 보완중계국과 인터넷 라디오 서비스 radiko를 통한 방송은 정상적으로 송출되었다.[2]
- 2019년 3월 29일 - 『VOICE』방송 종료.

### 텔레비전 네트워크 변천사
- 1959년 3월 1일 - 준교육 방송국으로서 개국.라디오도쿄 TV(KRT, 현재의 TBS)의 완전가맹국으로서 개국하려했지만 KRT 측이 거부한데다가[3] 후지 TV(CX)와의 네트워크 관계 수립도 각하되어 일본 교육 TV(NET, 현재의 TV 아사히)와 네트워크 관계를 맺게된다. 그러나, 이 당시에는 CX·KRT의 일부 프로그램을 방송하고 있었다.
- 1960년 2월 1일 - 아사히 방송(ABC)이 4사 연맹(1개월 후에 5사 연맹으로 변경)에 가입했고 JNN 뉴스를 방영하고 있었기 때문에 KRT 제작 프로그램 방송을 중지하지만, 「마이니치신문 뉴스」방송을 통해 KRT와의 관계는 유지된다. 이 날부터 신문자본관관계에 의한 문제가 생기기 시작한다.
- 1967년 6월 - 민간방송 교육협회에 가맹.
- 1969년 10월 1일 - 도쿄 12채널(현재의 TV도쿄)과 네트워크 관계를 맺는다.
- 1970년 4월 1일 - 이날부터 전국 뉴스에 ANN을 붙여 「ANN 뉴스」로 방송하기 시작했다.[4]
- 1974년 4월 1일 - ANN에 정식 가맹.
- 1974년 11월 18일 - NET로부터,  「1975년 3월 31일부터 마이니치 방송 대신 아사히 방송과의 네트워크 연결을 개시한다.」는 통고를 받는다.
- 1975년 3월 31일 - 준키국 네트워크 교환에 의해 ANN을 탈퇴하는 동시에 도쿄 12채널과의 네트워크 관계를 끊는다.[5] 동시에 JNN과 5사 연맹에 가맹하면서, 도쿄 방송의 요구로 TBS 완전가맹국이 된다.
- 1992년 - 민간방송 교육협회를 탈퇴하면서 그 대신 아사히 방송이 민간방송 교육협회에 가입한다.

## 라디오

### 개요
- 개국한 이후 1977년 5월 14일까지 1210kHz에서 방송하다가 1977년 5월 15일부터 전 세계적인 중파방송 주파수 조정이 가해지기 하루 전인 1978년 11월 22일까지 1180kHz에서 방송하다 중파주파수 조정 이후에는 1179KHz로 방송하고 있다.
- 1951년 7월 8일 밤 10시부터 10시 30분까지 일본 민영 라디오 방송국 중 처음으로 시험전파를 발사했다.
- 본방송 시작은 1951년 9월 1일 오사카시 기타구에 있는 한큐백화점 옥상에 지어진 스튜디오에서 중파 방송을 개시.같은 날 아침에 개국한 나고야시 나카구의 주부닛폰 방송에 이어 낮에 방송을 개시했다.
- 1992년 3월 15일부터 AM 스테레오 방송을 실시했으나 스테레오 방송에 필요한 장치의 유지보수 문제로 인해 2010년 3월 1일부로 AM 스테레오 방송을 종료했다.
- 개국초기에는 TBS 라디오나 분카방송의 프로그램을 많이 방송했지만 현재는 자사제작 프로그램을 많이 방송하고 있다.

### 주파수 정보
| 방송국               | 주파수   | 출력  | 콜사인 | 비고                                                                          |
| -------------------- | -------- | ----- | ------ | ----------------------------------------------------------------------------- |
| 오사카 방송국        | 1179 kHz | 50 kW | JOOR   | 본사에 예비 송신소가 있다(출력:1 kW)                                          |
| 교토 방송국          | 1179KHz  | 300W  | 무정   | ABC·OBC와 송신소를 같이 쓰고 있다.                                            |
| 이코마 FM 보완중계국 | 90.6 MHz | 7 kW  | 무정   | 아날로그 텔레비전 방송 송출 당시 사용하던 철탑을 오사카 방송과 공유하고 있다. |

## 주요 프로그램 목록

### 애니메이션
- 기동전사 건담 00 (機動戦士ガンダム00)
- 전장의 발큐리아 (戦場のヴァルキュリア)
- DARKER THAN BLACK -흑의 계약자- (DARKER THAN BLACK -黒の契約者-)
- 진격의 거인 (進撃の巨人-Attack of Titan-)

### 드라마
- 고대소녀 도그짱 (古代少女ドグちゃん)
- 심야 식당 (深夜食堂)

## 보충서술
- 야간의 긴급사태 발생에 대비해 아나운서 1명과 제작·기술·보도 부문 스탭 몇사람이 방송국에 매일 교대로 묵는 숙직 근무제도를 시행하고 있다.
- 인터넷 홈페이지에 있는 당일 프로그램표를 통해 방영되는 모든 프로그램을 대상으로「재미있었던 프로그램 투표」를 실시하고 있으며 결과는 방송 다음날에 발표된다.
- 설립 당시부터 방송국의 방침상 텔레비전 방송에서는 창가학회 광고를 방송하지 않았으나 2010년 10월부터 일부 경우에 한해서 방송을 허용하고 있으며 라디오에서는 1990년대 초기까지 방송하다가 잠시 중단한 후 2009년부터 창가학회 제공 프로그램 안에서만 광고를 하고 있다.
- 일본교육TV(지금의 TV 아사히)와 네트워크 관계를 맺고 있을 때에는 프로그램 편성과 프로그램 내용에 관한 문제로 일본교육TV와 자주 갈등을 빚었다.
- 아날로그 텔레비전 방송 시절 사용한 채널번호인 4는 원래 NHK 오사카 종합 텔레비전에서 처음 사용했던 채널번호이다.
- 디지털 텔레비전 가상 패널번호로 JNN 계열국에서 많이 쓰는 6이 아닌 아날로그 텔레비전 방송 시절 사용한 4를 쓰고 있다.[6]
- 라디오를 들으면서 역사적인 장소를 산책하는 청취자 참여 이벤트 라디오 워크를 1982년 일본에서 처음으로 실시했으며 이 이벤트는 지금도 매년 2월 11일에 실시하고 있다.
- 라디오 방송국의 경우 오사카 소재 라디오 방송국 중에서 간사이 지방 출신자나, 간사이에서 유명한 연예인을 프로그램 진행자로 기용하는 경향이 특히 강하다.

## 오사카부에 있는 다른 방송국

### 텔레비전 방송국
- NHK 오사카 방송국(라디오 겸영)
- 아사히 방송(ABC)(TV는 TV 아사히 계열, 라디오는 JRN&NRN계열)
- 간사이 TV 방송(KTV)(후지 TV 계열)
- 요미우리 TV 방송(ytv)(니혼 TV 계열)
- TV 오사카(TVO)(TV 도쿄계열, 오사카부만 방송구역)

### 라디오 방송국
- 오사카 방송(OBC, 애칭 라디오 오사카, NRN계열)
- FM 오사카(JFN 계열, 오사카부만 방송구역)
- FM802(JAPAN FM LEAGUE 계열, 오사카부만 방송구역)
- 간사이 인터미디어(MegaNet 계열, 간사이 지방 일부지역이 방송구역에 포함)

## 같이 보기
- 좋아요! 한국